# Craspedosis flavidistata
Craspedosis flavidistata là một loài bướm đêm trong họ Geometridae.